# Oxyscelio convergens
Oxyscelio convergens  (лат.) — вид платигастроидных наездников из подсемейства Scelioninae (Platygastridae, или Scelionidae, по другим классификациям). Ориентальная область: Тайвань, Taiwan Prov., Pingtung Co., Kenting National Park, 230 м.

## Описание
Мелкие перепончатокрылые насекомые: длина тела 3,35 — 3,75 мм. Усики самок с булавой. Отличается зауженным кзади метаскутеллюмом (и конвергентной его скульптурой), отсутствием возвышения между глазами и усиками, двуцветной окраской. Метаскутеллюм гладкий и вогнутый. Тело в основном коричневато-чёрное (голова чёрная, грудка светло-коричневая, брюшко двухцветное). Скапус усиков и ноги желтоватые.
Усики 12-члениковые. Нижнечелюстные щупики состоят из 4 сегментов, а нижнегубные — 2-члениковые. В переднем крыле субмаргинальная жилка отдалена от края и имеет очень короткую маргинальную жилку. Есть характерное фронтальное вдавление на голове. Вид был впервые описан в 2013 году американским энтомологом Роджером Барксом (Roger A. Burks, Department of Evolution, Ecology, and Organismal Biology, The Ohio State University, Колумбус, Огайо, США)
.